# شروان (لودر)

تعديل مصدري - تعديل

شروان هي إحدى قرى عزلة زارة بمديرية لودر التابعة لمحافظة أبين، بلغ تعداد سكانها 351 نسمة حسب تعداد اليمن لعام 2004.